# British Humanist Association
British Humanist Association, BHA, är en brittisk förening för främjande av sekularism och sekulär humanism. Förbundet räknar sina rötter till 1896 och grundandet av Union of Ethical Societies som samlade flera etiska sällskap på initiativ av amerikanen Stanton Coit. Föreningen fick namnet British Humanist Association 1967 och är anslutet till den internationella humanistiska organisationen International Humanist and Ethical Union.
Förbundet började som en sekulär "kyrka" verkade för att Engelska kyrkan skulle kunna omvandlas till en kyrka som inte var baserad på religiös grund. Den var starkt förankrad i fredsrörelsen under tiden före första världskriget, erbjöd sekulär moralisk skolning och stödde kvinnlig rösträtt. Senare försvann de kyrkliga målen, men föreningen erbjuder ett nätverk av humanister som erbjuder sekulära vigsel-, namngivnings- och begravningsceremonier.
British Humanist Association driver kampanjer för ett sekulärt samhälle som att stoppa religiösa friskolor, ta bort religiositet från statliga institutioner (till exempel de andliga lorderna i Brittiska överhuset). De verkar även för dödshjälp, djurrätt och att få bort homeopatisk behandling från det statliga sjukförsäkringssystemet.
Förbundets styrelse definierade humanism 2003 som:
"the belief that we can live good lives without religious or superstitious beliefs. Humanists make sense of life using reason, experience and shared human values. We need to make the best of the one life (we know) we have by creating meaning and purpose for ourselves. We take responsibility for our own actions and work with others for the common good."
Ungefär att humanism är:
"uppfattningen att vi kan leva ett gott liv utan religiös eller annan vidskeplig tro. Humanister finner mening i livet med förnuft, erfarenhet och gemensamma medmänskliga värderingar. Vi måste göra det bästa av det enda liv (vi vet) vi har genom att skapa mening och syfte för oss själva. Vi tar ansvar för våra handlingar och arbetar med andra för allas gemensammas bästa."
Föreningens ordförande är sedan 2016 komikern Shappi Khorsandi.

## Ordförande
- 2016- Shappi Khorsandi
- 2013–2016 Jim Al-Khalili
- 2007–2013 Polly Toynbee
- 2004–2006 Linda Smith
- 1999–2004 Claire Rayner
- 1981–1999 Hermann Bondi
- 1977–1980 James Hemming
- 1974–1977 H. J. Blackham
- 1972–1974 George Melly
- 1970–1972 Edmund Leach
- 1965–1970 A.J. Ayer
- 1963–1965 Julian Huxley